# Polyosma coriacea
Polyosma coriacea är en tvåhjärtbladig växtart som beskrevs av George King. Polyosma coriacea ingår i släktet Polyosma och familjen Escalloniaceae. Inga underarter finns listade i Catalogue of Life.